# Махавіра Прасад Двіведі
Махавіра Прасад Двіведі (*महावीर प्रसाद द्विवेदी, 1864 —1938) — індійський письменник та журналіст, сприяв встановленню гінді як літературної мови. Період його творчості носить назву «Двіведі-юга». Був наставником Майтхілішарана Гупта.

## Життєпис
Походив з брахманської родини. Народився у с. Даулатапур (сучасний штат Уттар-Прадеш). Його батько Рамсахай Двіведі знаходився на службі у Британській індійській армії. Здобув гарну освіту, вивчивши гінді, маратхі, гуджараті, санскрит. Вирішив зробити кар'єру на залізниці. Поступив на службу до станції у м. Джхансі (північна Індія). Тут працював у 1880-х роках. тім не зміг просунутися по службі, тому подав у відставку.
З цього моменту починає займатися журналістикою та літературною діяльністю. У 1903 році приходить в журнал «Сарасваті» (м. Алахабад), а вже того ж року призначається його редактором. на цій посаді Двіведі перебував до 1918 року. Завдяки йому журнал став одним з найпопулярніших в Індії.
У 1920 році повертається до рідного села, де й помер у 1938 році.

## Творчість
Двіведі об'єднав багатьох провідних письменників, захоплюючи їх своєю програмою створення високоідейної літератури, найтіснішим чином пов'язаної з насущними національними завданнями. Найяскравішими представниками «Двіведі-юги» були Майтхілішаран Гупт та Айодх'ясінґх Упадх'я.
Власні естетичні позиції Двіведі виклав у статті «Друг поета» (1901 рік). Проголошені в ній ідеї стали основоположними принципами реалістичного мистецтва письменників гінді даного періоду. Велика заслуга Двіведі і в тому, що усі провідні письменники перейшли на нову мову (кхарі-болі).
Значущими критичними працями є «Сахіт'я Сандарбах» та «Вічар Вімарш», які торкалися розвитку сучасної індійської літератури.